# دانشگاه اندز شیلی
دانشگاه اندز شیلی (به اسپانیایی: Universidad de los Andes) یک دانشگاه در شیلی است که در سانتیاگو واقع شده‌است.